# Специальные звания органов внутренних дел Российской Федерации
Специальные звания сотрудников органов внутренних дел Российской Федерации — специальные звания, присваиваемые сотрудникам органов внутренних дел, учреждений, организаций, учебных заведений МВД России, проходящим службу на должностях, на которых предусмотрено присвоение специальных званий.
Специальные звания в системе МВД России присваиваются в зависимости от подразделения, в котором проходит службу сотрудник, и могут быть званиями полиции, внутренней службы или юстиции. При переходе сотрудника из одного подразделения в другое ему может быть присвоено аналогичное специальное звание в порядке переаттестации.
При поступлении (призыве) на военную службу гражданина, проходящего или проходившего службу в органах внутренних дел, учреждениях и органах уголовно-исполнительной системы и имеющего специальное звание, ему присваивается воинское звание командиром (начальником), имеющим право на присвоение соответствующего воинского звания, после переаттестации. Переаттестация производится аттестационной комиссией воинской части, в которую поступил на военную службу гражданин, имеющий специальное звание, с учетом его должностного предназначения, деловых и морально-психологических качеств, военной или специальной подготовки, служебного опыта в порядке, предусмотренном Приказом Министра обороны РФ.
Такие же специальные звания присваиваются сотрудникам других министерств и ведомств Российской Федерации, среди которых: Федеральная служба исполнения наказаний, Федеральная таможенная служба, Федеральная служба судебных приставов, Следственный комитет Российской Федерации, МЧС России (кроме военнослужащих) и Росгвардия (кроме военнослужащих войск национальной гвардии).
Сотрудники Государственной фельдъегерской службы (ГФС России), имеющие специальные звания, состоят в кадрах МВД России, в соответствии с чем на них распространяются Правила ношения формы одежды и знаков различия для сотрудников Министерства внутренних дел Российской Федерации, имеющих специальные звания внутренней службы.

## Сроки выслуги в специальных званиях
Законом № 3-ФЗ от 7 февраля 2011 года «О полиции» и Законом № 342-ФЗ от 30 ноября 2011 года «О службе в органах внутренних дел Российской Федерации и внесении изменений в отдельные законодательные акты Российской Федерации» установлены сроки выслуги в специальных званиях:
- рядового полиции (внутренней службы или юстиции) — 1 год[К 1];
- младшего сержанта полиции (внутренней службы или юстиции) — 1 год[К 2];
- сержанта полиции (внутренней службы или юстиции) — 2 года;
- старшего сержанта полиции (внутренней службы или юстиции) — 3 года;
- прапорщика полиции (внутренней службы или юстиции) — 5 лет;
- младшего лейтенанта полиции (внутренней службы или юстиции) — 1 год[К 3];
- лейтенанта полиции (внутренней службы или юстиции) — 2 года[К 4];
- старшего лейтенанта полиции (внутренней службы или юстиции) — 3 года;
- капитана полиции (внутренней службы или юстиции) — 3 года;
- майора полиции (внутренней службы или юстиции) — 4 года;
- подполковника полиции (внутренней службы или юстиции) — 5 лет.

Сроки выслуги совпадают для всех трёх видов специальных званий — полиции, внутренней службы и юстиции.
Сроки выслуги в специальных званиях старшины, старшего прапорщика и полковника (полиции, внутренней службы или юстиции соответственно) — не устанавливаются.
Для каждой должности в органах внутренних дел устанавливается предельное специальное звание, которое может быть присвоено по этой должности.
Специальное звание (кроме специальных званий высшего начальствующего состава) может быть присвоено досрочно или на ступень выше предельного звания по должности в порядке поощрения.
Порядок присвоения специальных званий, соответствующих должностям высшего начальствующего состава, устанавливается Президентом Российской Федерации.

## Специальные звания полиции
Специальные звания полиции присваиваются гражданам Российской Федерации, назначенным на должности рядового и начальствующего составов подразделений полиции в органах внутренних дел.
К названиям специальных званий полиции добавлено существительное — «полиции». У находящихся в отставке добавляются слова «в отставке».
Для военнослужащих Специальных моторизованных воинских частей ВВ МВД России до 5 апреля 2016 года и сотрудников МВД, имевших специальные звания полиции (до 2011 года — милиции) — были установлены одинаковые форма одежды и знаки различия, но в отличие от сотрудников, данные военнослужащие имели воинские звания, а не специальные.

### Расцветки и типы погон
Для погон сотрудников МВД России, имеющих специальные звания полиции установлены красные окантовка и просветы.
До 2013 года для сотрудников органов внутренних дел, имеющих специальные звания полиции (до 2011 года — милиции), были установлены нашивные и съёмные погоны с закруглённым верхним краем (для высшего начальствующего состава — с трапециевидным верхним краем) и полем специального плетения тёмно-серого цвета.

### Погоны (до 2013 года)

#### Должность Рядовой
Рядовой состав органов внутренних дел не имеет на погонах никаких знаков различия, а также особых полномочий без ведома старших по званию.

#### Младший начальствующий состав
Сержанты имеют знаки отличия в виде прямоугольных лычек, на фальш-погонах — полоски металлического цвета, на обычных — пластинки золотистого цвета.
Прапорщики
Прапорщики имеют знаки отличия в виде маленьких звёздочек, расположенных вертикально. Погоны аналогичны рядовым и сержантским, цвет звёздочек определяется также как и цвет лычек.
| Погоны к повседневной форме одежды |                 |                         |                 |                         |                  |                   |                           |
| Звание                             | Рядовой полиции | Младший сержант полиции | Сержант полиции | Старший сержант полиции | Старшина полиции | Прапорщик полиции | Старший прапорщик полиции |

#### Средний, старший и высший начальствующий состав
Средний начальствующий состав:
- Одна вертикально расположенная полоска — (просвет). Звёздочки маленькие. На фальш-погонах маленькие звёздочки просветов нет.

Старший начальствующий состав:
- Два просвета и бо́льшие звёздочки. На фальш-погонах большие звездочки просветов нет.

Высший начальствующий состав:
- Вертикально расположенные звёздочки большо́го размера, просветов нет.

| Средний, старший и высший начальствующий состав | Средний, старший и высший начальствующий состав | Средний, старший и высший начальствующий состав | Средний, старший и высший начальствующий состав | Средний, старший и высший начальствующий состав | Средний, старший и высший начальствующий состав | Средний, старший и высший начальствующий состав | Средний, старший и высший начальствующий состав | Средний, старший и высший начальствующий состав | Средний, старший и высший начальствующий состав | Средний, старший и высший начальствующий состав | Средний, старший и высший начальствующий состав |                              |
|                                                 | Средний начальствующий состав                   | Средний начальствующий состав                   | Средний начальствующий состав                   | Средний начальствующий состав                   | Старший начальствующий состав                   | Старший начальствующий состав                   | Старший начальствующий состав                   | Высший начальствующий состав                    | Высший начальствующий состав                    | Высший начальствующий состав                    | Высший начальствующий состав                    | Высший начальствующий состав |
| ----------------------------------------------- | ----------------------------------------------- | ----------------------------------------------- | ----------------------------------------------- | ----------------------------------------------- | ----------------------------------------------- | ----------------------------------------------- | ----------------------------------------------- | ----------------------------------------------- | ----------------------------------------------- | ----------------------------------------------- | ----------------------------------------------- | ---------------------------- |
| Погоны к повседневной форме одежды              |                                                 |                                                 |                                                 |                                                 |                                                 |                                                 |                                                 |                                                 |                                                 |                                                 |                                                 |                              |
| Звание                                          | Младший лейтенант полиции                       | Лейтенант полиции                               | Старший лейтенант полиции                       | Капитан полиции                                 | Майор полиции                                   | Подполковник полиции                            | Полковник полиции                               | Генерал-майор полиции                           | Генерал-лейтенант полиции                       | Генерал-полковник полиции                       | Генерал полиции РФ                              |                              |

### Погоны (после 2013 года)
7 февраля 2011 года статьёй 26 Федерального закона № 3-ФЗ «О полиции» вводится новое специальное звание высшего начальствующего состава МВД России — генерал полиции Российской Федерации.
13 октября 2011 года выходит Постановление Правительства Российской Федерации № 835, в котором принимаются новые образцы форменной одежды и знаков различия, а также нормы снабжения вещевым имуществом сотрудников МВД России. Основной особенностью данного Постановления было введение погон единого образца для всех сотрудников органов внутренних дел: полиции, внутренней службы и юстиции, за исключением окантовки и просветов погон, которые различались:
- красные — для полиции и внутренней службы;
- серо-голубые — для юстиции.

Также были отменены нашивные и съёмные погоны с трапециевидным верхним краем для высшего начальствующего состава — погоны для всех составов органов внутренних дел стали иметь единую закруглённую форму. Кроме того, был изменён цвет специального плетения поля погон — с тёмно-серого на тёмно-синий.
Для специального звания генерал полиции Российской Федерации вводились знаки различия, размещаемые на погонах — 4 звезды, расположенные на продольной осевой линии погона. Следует заметить, что на тот период ни одного генерала полиции в структуре МВД России не было и носить установленные знаки различия до 2015 года было некому.
 Важно: однако введение в действие Постановления Правительства Российской Федерации № 835 в системе МВД России затянулось, и по факту сотрудники органов внутренних дел до 2013 года продолжали носить униформу и знаки различия образца 1994 года.
26 июля 2013 года действие Постановления Правительства России № 835 от 13.10.2011 и статьи 16 Федерального закона № 342-ФЗ от 30.11.2011 для сотрудников органов внутренних дел объявляются Приказом Министра внутренних дел Российской Федерации № 575. С этого момента начинается постепенный переход сотрудников МВД России на новую форму одежды и знаки различия. Также данным Приказом устанавливались переходные положения — разрешённые варианты смешения старых и новых предметов обмундирования и знаков различия до истечения сроков но́ски ранее выданных предметов формы одежды прежних образцов.
20 июля 2015 года, в соответствии с Постановлением Правительства Российской Федерации № 1147 от 3 ноября 2014 года, Приказом Министра внутренних дел Российской Федерации № 771 были изменены некоторые элементы формы одежды и знаков различия сотрудников МВД России, в частности знаки различия генерала полиции Российской Федерации: вместо 4 звёзд на погонах вводится 1 большая звезда с эмблемой МВД России. Первым генералом полиции с 10 ноября 2015 года стал Министр внутренних дел Российской Федерации В. А. Колокольцев.
- Генерала полиции Российской Федерации
- Погон c 3 ноября 2014 года
- Погон образца 2015 года

Теми же Постановлением Правительства и Приказом МВД России были изменены знаки различия курсантов (слушателей) высших учебных заведений МВД России.

### Система званий в полиции
Специальные звания полиции присваиваются гражданам Российской Федерации, назначенным на должности рядового и начальствующего составов подразделений полиции в органах внутренних дел.
К названиям специальных званий полиции добавлено существительное — «полиции». У находящихся в отставке добавляются слова «в отставке». Ранее, до 1960 года, существовало звание «ефрейтор милиции».
| Рядовой состав  | Рядовой состав  | Младший начальствующий состав | Младший начальствующий состав | Младший начальствующий состав | Младший начальствующий состав | Младший начальствующий состав | Младший начальствующий состав |
| --------------- | --------------- | ----------------------------- | ----------------------------- | ----------------------------- | ----------------------------- | ----------------------------- | ----------------------------- |
|                 |                 |                               |                               |                               |                               |                               |                               |
| Рядовой полиции | Курсант полиции | Младший сержант полиции       | Сержант полиции               | Старший сержант полиции       | Старшина полиции              | Прапорщик полиции             | Старший прапорщик полиции     |

| Средний начальствующий состав | Средний начальствующий состав | Средний начальствующий состав | Средний начальствующий состав | Старший начальствующий состав | Старший начальствующий состав | Старший начальствующий состав | Высший начальствующий состав | Высший начальствующий состав | Высший начальствующий состав | Высший начальствующий состав         |
| ----------------------------- | ----------------------------- | ----------------------------- | ----------------------------- | ----------------------------- | ----------------------------- | ----------------------------- | ---------------------------- | ---------------------------- | ---------------------------- | ------------------------------------ |
|                               |                               |                               |                               |                               |                               |                               |                              |                              |                              |                                      |
| Младший лейтенант полиции     | Лейтенант полиции             | Старший лейтенант полиции     | Капитан полиции               | Майор полиции                 | Подполковник полиции          | Полковник полиции             | Генерал-майор полиции        | Генерал-лейтенант полиции    | Генерал-полковник полиции    | Генерал полиции Российской Федерации |

Специальные звания юстиции присваиваются гражданам Российской Федерации, назначенным на должности рядового и начальствующего состава в органах внутренних дел Министерства внутренних дел Российской Федерации, проходящим службу в следственных подразделениях МВД России.
К названиям специальных званий юстиции добавлено существительное — «юстиции». У находящихся в отставке добавляются слова «в отставке».
| Рядовой состав  | Рядовой состав  | Рядовой состав          | Младший начальствующий состав | Младший начальствующий состав | Младший начальствующий состав | Младший начальствующий состав | Младший начальствующий состав | Младший начальствующий состав |
| --------------- | --------------- | ----------------------- | ----------------------------- | ----------------------------- | ----------------------------- | ----------------------------- | ----------------------------- | ----------------------------- |
|                 |                 |                         |                               |                               |                               |                               |                               |                               |
| Рядовой юстиции | Курсант юстиции | Младший сержант юстиции | Сержант юстиции               | Старший сержант юстиции       | Старшина юстиции              | Прапорщик юстиции             | Старший прапорщик юстиции     |                               |

| Средний начальствующий состав | Средний начальствующий состав | Средний начальствующий состав | Средний начальствующий состав | Старший начальствующий состав | Старший начальствующий состав | Старший начальствующий состав | Высший начальствующий состав | Высший начальствующий состав | Высший начальствующий состав |
| ----------------------------- | ----------------------------- | ----------------------------- | ----------------------------- | ----------------------------- | ----------------------------- | ----------------------------- | ---------------------------- | ---------------------------- | ---------------------------- |
|                               |                               |                               |                               |                               |                               |                               |                              |                              |                              |
| Младший лейтенант юстиции     | Лейтенант юстиции             | Старший лейтенант юстиции     | Капитан юстиции               | Майор юстиции                 | Подполковник юстиции          | Полковник юстиции             | Генерал-майор юстиции        | Генерал-лейтенант юстиции    | Генерал-полковник юстиции    |

Специальные звания внутренней службы присваиваются гражданам Российской Федерации, назначенным на должности рядового и начальствующего составов в органы внутренних дел проходящим службу в тыловых, финансовых, кадровых, штабных и медицинских подразделениях МВД России, за исключением сотрудников данных подразделений проходящих службу в образовательных организациях МВД, таким сотрудникам присваиваются спецзвания полиции.
К специальным званиям внутренней службы добавляется приставка — «внутренней службы». У находящихся в отставке добавляются слова «в отставке».
В настоящее время форма сотрудников органов внутренних дел, имеющих специальные звания внутренней службы идентична с форменным обмундированием сотрудников, имеющих специальные звания полиции, за исключением некоторых элементов — некоторых специальных наименований элементов формы, петличных эмблем и нарукавных знаков.
| Рядовой состав            | Рядовой состав            | Рядовой состав                    | Младший начальствующий состав | Младший начальствующий состав     | Младший начальствующий состав | Младший начальствующий состав | Младший начальствующий состав       | Младший начальствующий состав |
| ------------------------- | ------------------------- | --------------------------------- | ----------------------------- | --------------------------------- | ----------------------------- | ----------------------------- | ----------------------------------- | ----------------------------- |
|                           |                           |                                   |                               |                                   |                               |                               |                                     |                               |
|                           |                           |                                   |                               |                                   |                               |                               |                                     |                               |
| Рядовой внутренней службы | Курсант внутренней службы | Младший сержант внутренней службы | Сержант внутренней службы     | Старший сержант внутренней службы | Старшина внутренней службы    | Прапорщик внутренней службы   | Старший прапорщик внутренней службы |                               |

| Средний начальствующий состав       | Средний начальствующий состав | Средний начальствующий состав       | Средний начальствующий состав | Старший начальствующий состав | Старший начальствующий состав  | Старший начальствующий состав | Высший начальствующий состав    | Высший начальствующий состав        | Высший начальствующий состав        |
| ----------------------------------- | ----------------------------- | ----------------------------------- | ----------------------------- | ----------------------------- | ------------------------------ | ----------------------------- | ------------------------------- | ----------------------------------- | ----------------------------------- |
|                                     |                               |                                     |                               |                               |                                |                               |                                 |                                     |                                     |
| Младший лейтенант внутренней службы | Лейтенант внутренней службы   | Старший лейтенант внутренней службы | Капитан внутренней службы     | Майор внутренней службы       | Подполковник внутренней службы | Полковник внутренней службы   | Генерал-майор внутренней службы | Генерал-лейтенант внутренней службы | Генерал-полковник внутренней службы |

Эмблемы

## Специальные звания внутренней службы
Специальные звания внутренней службы присваиваются гражданам Российской Федерации, назначенным на должности рядового и начальствующего составов в органы внутренних дел проходящим службу в тыловых, финансовых, кадровых, штабных и медицинских подразделениях МВД России, сотрудникам данных подразделений, проходящих службу в образовательных организациях МВД, считаются сотрудниками полиции и им присваиваются специальные звания полиции. Также данные специальные звания присваиваются сотрудникам МВД, назначенным в установленном порядке на должности начальствующего состава органов внутренних дел и прикомандированных к Государственной фельдъегерской службе Российской Федерации (ГФС России), до 2016 года также присваивались сотрудникам Федеральной миграционной службы (ФМС) России. После реорганизации ФМС и передачи её функций Главному управлению по вопросам миграции МВД России, всем сотрудникам ФМС перешедшим на службу в МВД, были присвоены спецзвания полиции.
К специальным званиям внутренней службы добавляется приставка «внутренней службы». Кроме того, у находящихся в отставке добавляются слова «в отставке». Бывшим сотрудникам, которым было присвоено специальное звание внутренней службы, разрешается ношение установленной формы одежды в отличие от бывших сотрудников милиции и полиции, уволенным не по отрицательным мотивам и с правом на пенсию.
До 2013 года для сотрудников МВД России, имеющих специальные звания внутренней службы, включая сотрудников Государственной противопожарной службы МВД России до 2001 года (кроме военнослужащих), Главного управления исполнения наказаний и Паспортно-визовой службы МВД России до 2004 года — были установлены форма одежды и знаки различия, аналогичные принятым во внутренних войсках МВД России.
В настоящее время новая форма сотрудников органов внутренних дел, имеющих специальные звания внутренней службы, идентична с форменным обмундированием сотрудников, имеющих специальные звания полиции, за исключением отдельных элементов — некоторых специальных наименований элементов формы, петличных эмблем и нарукавных знаков. На парадную форму сотрудников среднего, старшего и высшего начальствующего состава, имеющих специальные звания внутренней службы, предусмотрено размещение золотых погон (в отличие от сотрудников, имеющих специальные звания полиции, среди которых таким правом обладают лишь сотрудники высшего начальствующего состава).

### Расцветки и типы погон (до 2013 года)

#### Рядовой и младший начальствующий состав
- Парадный китель и зимнее пальто — нашивные погоны защитного цвета, по бокам окантовка крапового цвета.
- Парадная рубашка — по расцветке аналогичны погонам на парадном кителе, но съёмные и без окантовки.
- Полевая форма — фальш-погоны камуфлированного цвета.

#### Средний, старший и высший начальствующий состав
- Парадный китель — нашивные погоны золотистого цвета, по бокам окантовка крапового цвета.
- Повседневный китель, зимнее пальто, куртка шерстяная, куртка демисезонная, плащ летний — фальш-погоны защитного цвета, с окантовкой по бокам крапового цвета. На повседневном кителе и зимнем пальто — погоны нашивные, на остальных предметах — съёмные.
- Повседневная рубашка оливкового цвета — съёмные погоны защитного-светлого цвета без окантовки, просветы крапового цвета.
- Парадная рубашка белая — съёмные погоны белого цвета без окантовки.
- Полевая форма — погоны—муфты камуфлированного цвета (у высшего начальствующего состава — съёмные погоны защитного цвета без окантовки).

### Погоны внутренней службы (до 2013 года)

#### Курсанты (слушатели)
Для курсантов (слушателей) высших учебных заведений (ВУЗов) МВД России рядового и младшего начальствующего составов в специальном звании внутренней службы (кроме старшин и прапорщиков), до 2013 года были предусмотрены погоны одинаковые с погонами курсантов высших военно-учебных заведений (ВВУЗов) внутренних войск МВД России — однотипные с погонами курсантов ВВУЗов Вооружённых Сил Российской Федерации (ВС РФ): без окантовки, с трапециевидным верхним краем и продольными полосами золотистого цвета вдоль краёв погон, а также золотистой литерой «К» с той лишь разницей, что погоны курсантов (слушателей) ВУЗов в специальном звании внутренней службы и курсантов ВВУЗов внутренних войск МВД России в отличие от погон курсантов ВВУЗов ВС РФ имели поле не защитного, а крапового цвета.

#### Рядовой состав
На полевой и повседневной форме не имеют на погонах никаких знаков различия. Ношение на погонах буквенных литер (в отличие от военнослужащих внутренних войск МВД России) не предусмотрено.

#### Младший начальствующий состав
Сержанты имеют знаки различия в виде направленных вверх металлических уголков — лычек. Расцветки лычек:
- Полевая форма — защитного цвета;
- Повседневная форма — металлического цвета;
- Парадная форма — золотистого цвета;

Аналогично рядовому составу, буквенные литеры на погонах также отсутствуют.
Прапорщики
Прапорщики имеют знаки различия в виде маленьких звёздочек, расположенных вертикально. Погоны аналогичны рядовым и сержантским, цвет звёздочек определяется также как и цвет лычек у сержантов, литеры не носятся.
| Погоны к повседневной форме одежды |                           |                                   |                           |                                   |                            |                             |                                     |
| Звание                             | Рядовой внутренней службы | Младший сержант внутренней службы | Сержант внутренней службы | Старший сержант внутренней службы | Старшина внутренней службы | Прапорщик внутренней службы | Старший прапорщик внутренней службы |
| Погоны к полевой форме одежды      |                           |                                   |                           |                                   |                            |                             |                                     |

#### Средний, старший и высший начальствующий состав
Средний начальствующий состав
- Одна вертикально расположенный просвет крапового цвета. Звёздочки маленькие. На полевых погонах просвета нет.

Старший начальствующий состав
- Два краповых просвета и бо́льшие звёздочки. На полевых погонах просвета нет.

Высший начальствующий состав
- Вертикально расположенные звёздочки большо́го размера, просветов нет.

| Средний, старший и высший начальствующий состав | Средний, старший и высший начальствующий состав | Средний, старший и высший начальствующий состав | Средний, старший и высший начальствующий состав | Средний, старший и высший начальствующий состав | Средний, старший и высший начальствующий состав | Средний, старший и высший начальствующий состав | Средний, старший и высший начальствующий состав | Средний, старший и высший начальствующий состав | Средний, старший и высший начальствующий состав | Средний, старший и высший начальствующий состав | Средний, старший и высший начальствующий состав |
|                                                 | Средний начальствующий состав                   | Средний начальствующий состав                   | Средний начальствующий состав                   | Средний начальствующий состав                   | Старший начальствующий состав                   | Старший начальствующий состав                   | Старший начальствующий состав                   | Высший начальствующий состав                    | Высший начальствующий состав                    | Высший начальствующий состав                    | Высший начальствующий состав                    |
| ----------------------------------------------- | ----------------------------------------------- | ----------------------------------------------- | ----------------------------------------------- | ----------------------------------------------- | ----------------------------------------------- | ----------------------------------------------- | ----------------------------------------------- | ----------------------------------------------- | ----------------------------------------------- | ----------------------------------------------- | ----------------------------------------------- |
| Погоны к повседневной форме одежды              |                                                 |                                                 |                                                 |                                                 |                                                 |                                                 |                                                 |                                                 |                                                 |                                                 |                                                 |
| Звание                                          | Младший лейтенант внутренней службы             | Лейтенант внутренней службы                     | Старший лейтенант внутренней службы             | Капитан внутренней службы                       | Майор внутренней службы                         | Подполковник внутренней службы                  | Полковник внутренней службы                     | Генерал-майор внутренней службы                 | Генерал-лейтенант внутренней службы             | Генерал-полковник внутренней службы             |                                                 |
| Погоны к полевой форме одежды                   |                                                 |                                                 |                                                 |                                                 |                                                 |                                                 |                                                 |                                                 |                                                 |                                                 |                                                 |

Погоны Внутренней Службы с 2013 года по 5 апреля 2016 года
погоны внутренней службы МВД России с 2013 года по 5 апреля 2016 года. Они отличались от предыдущих  закруглённом верхнем краем погон как рядового состава так, и высшего начальствующего состава. И от последующих краповым цветом окантовки, и просветом погон петлицей в виде меча в центре щита, снизу где расположен щит имелась лавровая ветвь.
Звания велись от Рядового до Генерал-полковника внутренней службы.
Курсанты (слушатели)
погоны образца 2013 года имели вместо трапециевидного верхнего края имеют закругление в верхним крае как у остальных

### Эмблемы (до 2013 года)
В качестве эмблем на съёмных погонах и воротниках кителя и зимнего пальто используются общевойсковые эмблемы, аналогичные эмблемам внутренних войск (ВВ) МВД России.

## Специальные звания юстиции
Специальные звания юстиции присваиваются гражданам Российской Федерации, назначенным на должности рядового и начальствующего состава в органах внутренних дел Министерства внутренних дел Российской Федерации, проходящим службу в следственных подразделениях МВД России.
К специальным званиям юстиции добавляется приставка «юстиции». Не следует путать с воинскими званиями юстиции (присваиваемых военнослужащим состоящих в должностях военных прокуроров, следователей военно-следственных органов Следственного комитета Российской Федерации, следователей ФСБ, военных судей), а также со специальными званиями юстиции, присваиваемыми сотрудникам следственных органов Следственного комитета Российской Федерации.
У находящихся в отставке помимо приставки «юстиции» добавляются слова «в отставке».
Перечень специальных званий и форма одежды сотрудников, которым присвоено звание юстиции, совпадает со званиями и формой одежды сотрудников полиции и внутренней службы, но имеют отличные от них нарукавные и петличные знаки различия. Цвет кантов и просветов — серо-голубой.

## Курсанты (слушатели) вузов МВД России
Для курсантов (слушателей) высших учебных заведений МВД России, имеющим специальные звания полиции (юстиции) рядового и младшего начальствующего составов (кроме прапорщиков), с 2013 года были предусмотрены единые нашивные и съёмные погоны с полем специального плетения тёмно-синего цвета, с кантами красного цвета и продольными полосами золотистого цвета вдоль краёв погон, за исключением верхнего и нижнего. Литера «К» на нашивных и съёмных погонах отсутствовала, устанавливалось её ношение лишь на съёмных муфтах к погонам-«хлястикам» на полевой форме одежды.
Однако 20 июля 2015 года Приказом Министра внутренних дел Российской Федерации № 771 золотистая литера «К» была также введена на нашивных и съёмных погонах курсантов (слушателей) ВУЗов МВД России. Как и для всех сотрудников органов внутренних дел, для курсантов (слушателей) ВУЗов Приказом МВД России № 575 от 26 июля 2013 года допускались переходные положения — разрешённые варианты смешения старых и новых предметов обмундирования и знаков различия до истечения сроков но́ски ранее выданных предметов формы одежды прежних образцов.

### До 2013 года
До 2013 года для курсантов (слушателей) вузов МВД России, имеющим специальные звания полиции и юстиции, относящимся к рядовому и младшему начальствующему составам (кроме старшин и прапорщиков), были предусмотрены единые погоны с закруглённым верхним краем и полем специального плетения тёмно-серого цвета, но без окантовки, с теми же продольными полосами золотистого цвета вдоль краёв погон, а также литерой «К».

## Специальные звания после 2013 года и по настоящее время
Специальные звания полиции присваиваются гражданам Российской Федерации, назначенным на должности рядового и начальствующего составов подразделений полиции в органах внутренних дел.
К названиям специальных званий полиции добавлено существительное «полиции». У находящихся в отставке добавляются слова «в отставке». В Российской полиции в настоящий момент не используется такое звание как ефрейтор полиции (внутренней службы, юстиции), однако в милиции СССР ранее до 1960 года существовало звание «ефрейтор милиции».
| Рядовой состав  | Рядовой состав  | Младший начальствующий состав | Младший начальствующий состав | Младший начальствующий состав | Младший начальствующий состав | Младший начальствующий состав | Младший начальствующий состав |
| --------------- | --------------- | ----------------------------- | ----------------------------- | ----------------------------- | ----------------------------- | ----------------------------- | ----------------------------- |
|                 |                 |                               |                               |                               |                               |                               |                               |
| Рядовой полиции | Курсант полиции | Младший сержант полиции       | Сержант полиции               | Старший сержант полиции       | Старшина полиции              | Прапорщик полиции             | Старший прапорщик полиции     |

| Средний начальствующий состав | Средний начальствующий состав | Средний начальствующий состав | Средний начальствующий состав | Старший начальствующий состав | Старший начальствующий состав | Старший начальствующий состав | Высший начальствующий состав | Высший начальствующий состав | Высший начальствующий состав | Высший начальствующий состав         |
| ----------------------------- | ----------------------------- | ----------------------------- | ----------------------------- | ----------------------------- | ----------------------------- | ----------------------------- | ---------------------------- | ---------------------------- | ---------------------------- | ------------------------------------ |
|                               |                               |                               |                               |                               |                               |                               |                              |                              |                              |                                      |
| Младший лейтенант полиции     | Лейтенант полиции             | Старший лейтенант полиции     | Капитан полиции               | Майор полиции                 | Подполковник полиции          | Полковник полиции             | Генерал-майор полиции        | Генерал-лейтенант полиции    | Генерал-полковник полиции    | Генерал полиции Российской Федерации |

Специальные звания юстиции присваиваются гражданам Российской Федерации, назначенным на должности рядового и начальствующего состава в органах внутренних дел Министерства внутренних дел Российской Федерации, проходящим службу в следственных подразделениях МВД России.
К названиям специальных званий юстиции добавлено существительное «юстиции». У находящихся в отставке добавляются слова «в отставке».
| Рядовой состав  | Рядовой состав  | Рядовой состав          | Младший начальствующий состав | Младший начальствующий состав | Младший начальствующий состав | Младший начальствующий состав | Младший начальствующий состав | Младший начальствующий состав |
| --------------- | --------------- | ----------------------- | ----------------------------- | ----------------------------- | ----------------------------- | ----------------------------- | ----------------------------- | ----------------------------- |
|                 |                 |                         |                               |                               |                               |                               |                               |                               |
| Рядовой юстиции | Курсант юстиции | Младший сержант юстиции | Сержант юстиции               | Старший сержант юстиции       | Старшина юстиции              | Прапорщик юстиции             | Старший прапорщик юстиции     |                               |

| Средний начальствующий состав | Средний начальствующий состав | Средний начальствующий состав | Средний начальствующий состав | Старший начальствующий состав | Старший начальствующий состав | Старший начальствующий состав | Высший начальствующий состав | Высший начальствующий состав | Высший начальствующий состав |
| ----------------------------- | ----------------------------- | ----------------------------- | ----------------------------- | ----------------------------- | ----------------------------- | ----------------------------- | ---------------------------- | ---------------------------- | ---------------------------- |
|                               |                               |                               |                               |                               |                               |                               |                              |                              |                              |
| Младший лейтенант юстиции     | Лейтенант юстиции             | Старший лейтенант юстиции     | Капитан юстиции               | Майор юстиции                 | Подполковник юстиции          | Полковник юстиции             | Генерал-майор юстиции        | Генерал-лейтенант юстиции    | Генерал-полковник юстиции    |

Специальные звания внутренней службы присваиваются гражданам Российской Федерации, назначенным на должности рядового и начальствующего составов в органы внутренних дел проходящим службу в тыловых, финансовых, кадровых, штабных и медицинских подразделениях МВД России, за исключением сотрудников данных подразделений, проходящих службу в образовательных организациях МВД, таким сотрудникам присваиваются спецзвания полиции.
К специальным званиям внутренней службы добавляется приставка «внутренней службы». У находящихся в отставке добавляются слова «в отставке».
В настоящее время форма сотрудников органов внутренних дел, имеющих специальные звания внутренней службы, идентична с форменным обмундированием сотрудников, имеющих специальные звания полиции, за исключением некоторых элементов — некоторых специальных наименований элементов формы, петличных эмблем и нарукавных знаков.
| Рядовой состав            | Рядовой состав            | Рядовой состав                    | Младший начальствующий состав | Младший начальствующий состав     | Младший начальствующий состав | Младший начальствующий состав | Младший начальствующий состав       | Младший начальствующий состав |
| ------------------------- | ------------------------- | --------------------------------- | ----------------------------- | --------------------------------- | ----------------------------- | ----------------------------- | ----------------------------------- | ----------------------------- |
|                           |                           |                                   |                               |                                   |                               |                               |                                     |                               |
| Рядовой внутренней службы | Курсант внутренней службы | Младший сержант внутренней службы | Сержант внутренней службы     | Старший сержант внутренней службы | Старшина внутренней службы    | Прапорщик внутренней службы   | Старший прапорщик внутренней службы |                               |

| Средний начальствующий состав       | Средний начальствующий состав | Средний начальствующий состав       | Средний начальствующий состав | Старший начальствующий состав | Старший начальствующий состав  | Старший начальствующий состав | Высший начальствующий состав    | Высший начальствующий состав        | Высший начальствующий состав        |
| ----------------------------------- | ----------------------------- | ----------------------------------- | ----------------------------- | ----------------------------- | ------------------------------ | ----------------------------- | ------------------------------- | ----------------------------------- | ----------------------------------- |
|                                     |                               |                                     |                               |                               |                                |                               |                                 |                                     |                                     |
| Младший лейтенант внутренней службы | Лейтенант внутренней службы   | Старший лейтенант внутренней службы | Капитан внутренней службы     | Майор внутренней службы       | Подполковник внутренней службы | Полковник внутренней службы   | Генерал-майор внутренней службы | Генерал-лейтенант внутренней службы | Генерал-полковник внутренней службы |

## Комментарии
1. ↑  Первое специальное звание рядового состава присваивается[6]:
  - гражданину, впервые поступившему на службу в органы внутренних дел, при назначении на должность в органах внутренних дел;
  - при зачислении в образовательную организацию высшего образования или научную организацию федерального органа исполнительной власти в сфере внутренних дел для обучения по очной форме в должности курсанта, слушателя.
2. ↑  Первое (очередное) специальное звание младшего сержанта полиции (внутренней службы, юстиции) присваивается гражданину (сотруднику) при назначении на должность младшего начальствующего состава[6].
3. ↑  Первое (очередное) специальное звание младшего лейтенанта полиции (внутренней службы, юстиции) присваивается гражданину (сотруднику) при назначении на должность среднего начальствующего состава[6].
4. ↑  Специальное звание лейтенант полиции (внутренней службы, юстиции) присваивается сотрудникам органов внутренних дел, независимо от срока пребывания в предыдущем специальном звании — окончившим образовательную организацию высшего образования федерального органа исполнительной власти в сфере внутренних дел, или назначаемым после окончания образовательной организации высшего образования федерального органа исполнительной власти в сфере внутренних дел на должность среднего или старшего начальствующего состава[6].
5. ↑  До создания на базе ВВ МВД войск национальной гвардии Российской Федерации.
6. 1 2 3  Для курсантов (слушателей) в специальном звании младшего начальствующего состава кроме того — знаки различия, соответствующие специальному званию.